# Stolpe an der Peene
Stolpe an der Peene (pol. Słup) – miejscowość i gmina w Niemczech, wchodząca w skład Związku Gmin Anklam-Land w powiecie Vorpommern-Greifswald, w kraju związkowym Meklemburgia-Pomorze Przednie. Do 30 listopada 2014 nazwa gminy brzmiała Stolpe.